# Tiêm chủng
Tiêm chủng là việc truyền vắc xin nhằm kích thích hệ thống miễn dịch phát triển sự miễn dịch thích ứng đối với một căn bệnh. Vắc xin có thể ngăn ngừa hoặc cải thiện các hiệu ứng lây nhiễm của nhiều tác nhân gây bệnh. Hiệu quả của tiêm phòng đã được nghiên cứu rộng rãi và xác minh, ví dụ, thuốc chủng ngừa cúm, vắc-xin HPV, và vắc-xin thủy đậu cùng nhiều loại khác. Nói chung, tiêm phòng được coi là phương pháp hiệu quả nhất để ngăn ngừa các bệnh truyền nhiễm và không truyền nhiễm. Chất hoạt động của vắc-xin có thể nguyên vẹn nhưng bị khử hoạt tính hoặc giảm độc lực, các dạng mầm bệnh, hoặc thành phần tinh khiết của mầm bệnh cũng được chứng minh là có khả năng miễn dịch (ví dụ như, các protein ngoài của một loại virus). Biến độc tố được sản xuất để chống lại các bệnh độc tố, chẳng hạn như sửa đổi tetanospasmin của độc tố uốn ván để loại bỏ tác dụng độc hại nhưng vẫn giữ được hiệu quả miễn dịch của nó.
Bệnh đậu mùa có thể đã được những người thí nghiệm đầu tiên của con người đã cố gắng để ngăn chặn bằng việc tiêm chủng với các loại bệnh truyền nhiễm khác. Năm 1718, Lady Mary Wortley Montagu báo cáo rằng người Thổ Nhĩ Kỳ đã có truyền thống tiêm chất lỏng lấy từ trường hợp nhẹ của bệnh đậu mùa, và cho rằng cô ta đã tiêm cho chính những đứa con của mình. Trước năm 1796 khi bác sĩ người Anh Edward Jenner thử nghiệm khả năng sử dụng vắc-xin để ngăn ngừa bệnh đậu mùa ở người lần đầu tiên, ít nhất sáu người đã làm điều tương tự vài năm trước đó: một người vô danh, ở Anh (khoảng 1771); bà Sevel, Đức (khoảng 1772), ông Jensen, Đức (khoảng 1770), Benjamin Jesty, Anh, năm 1774; bà Rendall, Anh (khoảng 1782) và Peter Plett, Đức, năm 1791.
Từ tiêm chủng (tiếng Anh: vaccination) từ lần đầu tiên được sử dụng bởi Edward Jenner vào năm 1796. Louis Pasteur tiếp tục phát triển khái niệm này thông qua những đóng góp tiên phong trong lĩnh vực vi sinh vật. Tiêm vắc xin (Latin: vaccan) được đặt tên như vậy bởi vì vắc-xin đầu tiên được bắt nguồn từ một loại virus gây ảnh hưởng đến bò - một loại bệnh đầu mùa ở súc vật tương đối lành tính - nó tạo ra khả năng miễn dịch với bệnh đậu mùa, một căn bệnh truyền nhiễm và chết người.
Tiêm chủng cũng gặp phải nhiều tranh cãi, từ quan điểm khoa học, đạo đức, chính trị, an toàn y tế, tôn giáo và nhiều lĩnh vực khác. Trong một số ít trường hợp, tiêm chủng có thể gây thương tích với con người, ở một số quốc gia, những người bị thương do tiêm chủng có thể được nhận bồi thường. Tiêm chủng hiện nay được chấp nhận ở nhiều quốc gia vì những thành công ban đầu và những đạo luật quy định tiêm chủng bắt buộc, các chiến dịch tiêm chủng được diễn ra trên diện rộng và tác dụng của nó trong việc giảm thiểu tỉ lệ mắc bệnh đã được ghi nhận ở các quốc gia trên thế giới.
Không nên nhầm lẫn giữa "tiêm" và "Chủng" Cấy vắc-xin (Còn gọi là chủng) là một phương pháp sử dụng vắc xin trong quá khứ, không còn phổ biến hiện nay. Bác sĩ sẽ sử dụng kim tiêm đặc biệt để cấy một lượng nhỏ vắc-xin vào da bằng.cách rạch da và đưa vắc-xin (nhũ tương, bột, dung dịch) vào cơ thể  thay vì tiêm bằng kim.
Phương pháp này đã được sử dụng cho một số loại vắc-xin, bao gồm:
- Vắc-xin đậu mùa: Vắc-xin đầu tiên được phát minh, được sử dụng từ thế kỷ 18 đến đầu thế kỷ 20 để loại trừ bệnh đậu mùa.
- Vắc-xin B.C.G: Vắc-xin phòng ngừa bệnh lao, vẫn được sử dụng ở một số quốc gia.
- Một số loại vắc-xin bại liệt

Tuy nhiên, do một vài hạn chế, phương pháp chủng vắc-xin đã được thay thế bằng các phương pháp tiêm an toàn và hiệu quả hơn vì:
- Nguy cơ lây truyền virus: Việc cấy vắc-xin có thể dẫn đến tăng nguy cơ nhiễm virus, đặc biệt là đối với vắc-xin bại liệt.
- Tác dụng phụ: Chủng vắc-xin có thể gây ra các tác dụng phụ như sưng tấy, mẩn đỏ và đau.
- Khó khăn trong việc kiểm soát liều lượng: Việc chủng vắc-xin khó kiểm soát liều lượng chính xác hơn so với tiêm.
- Phức tạp và tốn kém: Quy trình cấy vắc-xin phức tạp hơn và tốn kém hơn so với tiêm.

Hiện nay, các phương pháp tiêm vắc xin phổ biến nhất bao gồm:
- Tiêm bắp: Vắc-xin được tiêm vào cơ bắp bằng kim tiêm.
- Tiêm dưới da: Vắc-xin được tiêm vào lớp da dưới da bằng kim tiêm ngắn và nhỏ.
- Tiêm trong da: Vắc-xin được tiêm vào lớp da bằng kim tiêm nhỏ và ngắn.
- Xịt mũi: Vắc-xin được xịt vào mũi bằng bình xịt.
- Uống: Vắc-xin được uống dưới dạng dung dịch hoặc viên nang.

## Liên kết
- U.S. government Vaccine Research Center Lưu trữ ngày 19 tháng 3 năm 2013 tại Wayback Machine: Information regarding preventive vaccine research studies
- The Vaccine Page Lưu trữ ngày 14 tháng 4 năm 2009 tại Wayback Machine links to resources in many countries.
- Immunisation Lưu trữ ngày 24 tháng 10 năm 2007 tại Wayback Machine Immunisation schedule for children in the UK. Published by the UK Department of Health.
- CDC.gov - 'National Immunization Program: leading the way to healthy lives', US Centers for Disease Control (CDC information on vaccinations)
- CDC.gov - 'Mercury and Vaccines (Thimerosal)', US Centers for Disease Control
- Immunize.org - Immunization Action Coalition' (nonprofit working to increase immunization rates)
- WHO.int - 'Immunizations, vaccines and biologicals: Towards a World free of Vaccine Preventable Diseases', World Health Organization (WHO's global vaccination campaign website)
- Health-EU Portal Vaccinations in the EU
- History of Vaccines Medical education site from the College of Physicians of Philadelphia, the oldest medical professional society in the US